# Summer of Love (Cascada)
Summer of Love è un singolo del gruppo dance tedesco Cascada, pubblicato nel 2012 ed estratto dall'album Back on the Dancefloor.

## Tracce
- Download digitale

1. Summer of Love (Video Edit) – 3:36
2. Summer of Love (Extended Mix) – 5:02
3. Summer of Love (Michael Mind Project Radio Edit) – 3:24
4. Summer of Love (Michael Mind Project Remix) – 4:52
5. Summer of Love (Ryan T. & Rick M. Remix) – 4:51
6. Summer of Love (Ryan T. & Rick M. Radio Edit) – 3:16